# Confederación de Caballeros Comuneros
La Confederación de Caballeros Comuneros Españoles, Sociedad de los Caballeros Comuneros o Hijos de Padilla va ser una organització secreta paramaçònica creada a Espanya el 1821 (tricentenari de la Guerra de les Comunitats de Castella) i clausurada el 1823 amb la seva divisió en dues altres societats.

## Origen
La Comuneria va ser creada per satisfer l'ímpetu revolucionari dels liberals exaltats que, dins de la maçoneria, es veien coartats en els seus desitjos de fer progressar la revolució liberal, refrenada en un primer moment pels liberals moderats o doceañistas afiliats a la societat i molt influïts pels Orients francesos. La Comuneria, doncs, no seria la filla espanyola de la maçoneria i ni tan sols una escissió, sinó més aviat la forma concreta que va prendre a Espanya la dissidència maçònica, de forma similar al que va ocórrer amb la Carboneria a Itàlia.
Recórrer a les conspiracions i a les societats secretes era una cosa inevitable. No només a Espanya, sinó a tota l'Europa de la Santa Aliança. L'absència d'espai democràtic, les restriccions a la llibertat de premsa i d'expressió feien que els opositors a l'absolutisme hi entressin i creessin organitzacions clandestines. I era en les societats secretes, malgrat els seus fracassos acumulats, on es feia l'aprenentatge i el proselitisme revolucionari.
A poc a poc, durant el Trienni Liberal, també per l'influx intoxicador del monarca i els seus familiars i altres societats que s'hi van anar infiltrant, com van ser la Maçoneria i la Societat de l'Anell, es va anar escindint en dos brancs, el no revolucionari i el revolucionari, aquest últim molt influït per la Carboneria italiana, els emigrats italians de la qual (Giuseppe Pecchio, Guglielmo Pepé, etc.) i francesos (Claude François Cugnet de Montarlot) havien desembarcat a Barcelona el 1823 i havien aconseguit influir també a Madrid. En suma, uns cinc-cents carbonarios italians subvencionats pel govern liberal espanyol van aconseguir muntar, dins de la Comuneria, un poderós branc del Carbonarisme. Aquesta branca revolucionària era políticament liberal i en les seves manifestacions més avançades d'un cert socialisme utòpic. Els comuners revolucionaris es van reunir en el Café de Malta, en la Fonda de San Sebastián, en el cèlebre cafè de la Fontana de Oro i, en els seus últims temps, en la Sociedad Landaburiana.

## Evolució
L'assemblea constitutiva es va desenvolupar al setembre de 1821; va tenir entre els seus periòdics més importants El Eco de Padilla (pel que sembla subvencionat com a intoxicació per l'agent absolutista francès i maçó del ritu sofisià François de Caze per desacreditar amb el seu extremisme la revolució) i, sobretot, El Zurriago de Félix Mejía i Benigno Morales, i La Tercerola, dirigida en un primer moment pel coronel Atanasio Lescura i en un segon per Félix Mejía, a més d'altres periòdics que més o menys imitaven i seguien a aquests models en Madrid i províncies.
Entre els seus fundadors van estar liberals exaltats de divers origen: juristes com Juan Romero Alpuente i Álvaro Flórez Estrada, també economista; periodistes com Félix Mejía; militars com Rafael del Riego i José María Torrijos o el bibliògraf i erudit Bartolomé José Gallardo.
L'estructura de la Societat es repartia en lògies anomenades "torres"; l'estimació més conservadora dels seus membres es xifra en uns deu mil, la més exagerada en quaranta o seixanta mil. Cada torre agrupava entre quaranta i vuitanta membres, dels quals només uns pocs eren veritablement actius. El seu caràcter elevadament informal va causar que aviat fos soscavada per tot tipus d'infiltrats. Un dels més poderosos, que fins i tot va assistir al seu naixement, va ser José Manuel del Regato, espia del propi rei Ferran VII d'Espanya. D'altra banda, es va permetre, o es va tolerar, que els seus membres poguessin pertànyer a altres societats. A més, el caràcter obert, popular i participatiu de la societat, en la qual fins i tot van poder entrar algunes dones, va fer que els comuners guardessin molt malament els seus secrets, que aviat foren divulgats en tot tipus d'escrits i impresos; la Maçoneria, no obstant això, gens democràtica, jeràrquica, només s'obria a la noblesa o a l'alta burgesia i exigia quotes mensuals; els comuners no estaven oberts a la baixa burgesia, als estudiants, als guerrillers reconvertits en militars d'extracció popular que havien lluitat contra els francesos en la Guerra del Francès (com Francisco Abad Moreno, "Armilla"), al clergat baix, als menestrals o al poble en general.
Es van fer intents de congraciar Maçoneria i Comuneria: el més famós ho va contar en les seves Memorias Antonio Alcalá Galiano, i va ser infructuós, de manera que la Maçoneria, aliada als liberals moderats, va atacar la Comuneria i va pretendre desacreditar-la. A principis de 1823 la divisió entre els liberals en maçons moderats, comuners no revolucionaris o Comuners Constitucionals acabdillada per Juan Palarea, i comuners revolucionaris o carbonaris (agrupats en la Societat Landaburiana sota el nom de Comuners Espanyols) ja s'havia consolidat; burlant-se d'ells els absolutistes, que anomenaven als primers calçats i als segons descalços, com si fossin de l'orde religiós carmelita; la divisió es va revelar funesta i va afeblir l'estat liberal amb la invasió dels Cent mil fills de Sant Lluís. Després de la victòria dels francesos (cridats pel rei), va haver-hi una purga en el qual els comuners van ser identificats, perseguits i condemnats a confinament, a presó o a mort.
Ja en l'emigració o exili europeu, les restes de la societat comunera escindida es va agrupar en "cercles comuners", dels quals els més importants van ser els de Gibraltar i Londres. Molts van participar en els intents d'invasió insurreccional de la Dècada Ominosa, per exemple en l'Expedició dels Coloraos a Almeria, que va concloure amb l'afusellament d'aquests, o la de Tarifa, igualment fracassada. La societat comunera que va arribar a sobreviure més va ser la Constitucional, que va tenir alguna cosa a veure en els brots anticlericals de 1834 i 1835 i les seves matances de frares. Aquest activisme liberal va provocar com a reflex en la societat absolutista la creació d'una similar societat secreta, El Ángel Exterminador.

## Objectius i estructura
S'autodenominaven confederació, perquè era una unió lliure i espontània de tots els allistats en les diferents "fortaleses" del territori espanyol. El seu objectiu era aconseguir amb tots els mitjans que tinguessin al seu abast la llibertat del gènere humà i protegir i sostenir els drets del poble espanyol enfront dels abusos del poder arbitrari, evitant que la revolució liberal retrocedís, així com socórrer als pobres. Per a això es van enfrontar especialment al "Pla de cambres" dels liberals moderats, els qui projectaven una reforma de la Constitució de Cadis que reformés els seus aspectes més progressistes.
Es dividia en Merindades i Comunitats, i dins d'aquestes en Torres, Fortaleses i Castells. Estava dirigida per una assemblea suprema composta pels set individus més ancians residents a la capital i els procuradors, nomenats per les comunitats.
L'assassinat de Matías Vinuesa, capellà d'honor del rei i conspirador absolutista, rector de Tamajón va ser atribuït a la Sociedad de los Caballeros Comuneros i en va suposar la primera ocasió de notorietat pública. Encara que va ser detingut al febrer de 1821 per haver conspirat per retornar el poder absolut a Ferran VII, el sacerdot va ser jutjat i condemnat solament a deu anys de presó, pena que va semblar tan lleu que una turbamulta de comuners va assaltar la presó on es trobava el 4 de maig i li van donar mort a cops de martells.

## Simbologia
Van adoptar com a símbol propi el color porpra, se suposa que inspirant-se en l'aixecament dels Comuners de Castella contra Carles I al segle xvi, de manera que es van arribar a anomenar-se a si mateixos "Hijos de Padilla", es pretenia que el porpra era el del pendó dels comuners històrics.
També lluïen petits martells de plata en els punys del bastó, en la solapa o al pit de la camisa al costat de la banda porpra, i tant aquesta com el martell van ser així senyals o símbols de pertinença a aquesta societat, així com la cançó del "Trágala", especialment injuriosa per als absolutistes.